# Шахматная Москва
«Шахматная Москва» — бюллетень Комитета по физической культуре и спорту при Исполкоме Моссовета. Выходил с марта 1957 первоначально с целью освещения подготовки и проведения шахматных соревнований, входящих в программу 6-го Всемирного фестиваля молодёжи и студентов в Москве (1957); с сентября 1957 — постоянное издание. Периодичность: ежемесячник (1957—1958), двухнедельное издание (1959—1971; в 1968 вышло 28 номеров вместо 24). Всего выпущено 338 номеров; работу бюллетеня возглавляли: редколлегия (1957—1958); Ю. Авербах (1958—1962; № 24); Т. Петросян (1963—1966; № 23); редколлегия (1966—1968; № 16); В. Смыслов (1968—1971; № 24).
Бюллетень широко освещал шахматную жизнь Москвы; различные соревнования, в том числе матчи на первенство мира, международные и всесоюзные турниры, выступления советских шахматистов за рубежом и так далее. С бюллетенем активно сотрудничал ряд видных советских и зарубежных шахматистов: М. Ботвинник, В. Смыслов, А. Котов, Г. Левенфиш, Е. Геллер, В. Панов, М. Эйве, С. Глигорич, М. Найдорф, Л. Сабо, М. Лазаревич и другие. Уделялось большое внимание юношеским и молодёжным шахматам. Были выпущены вкладки-приложения «Международные встречи студентов» (1968; № 1—4) с материалами международного турнира МГУ. 
Вёлся учебный отдел (А. Константинопольский). Был опубликован ряд неизвестных ранее материалов из творческого наследия М. Чигорина, А. Алехина; статья X. Р. Капабланки «Стиль: идеальное ведение партии» (впервые на русском языке). Постоянно помещались материалы на исторические темы, среди них наиболее примечательны: «Летопись шахматной Москвы» (1963; серия из 11 станиц), «Под гром зенитных батарей» (о чемпионате Москвы 1941—1942; № 23), «Они сражались под Москвой» (о молодых московских шахматистах, погибших в Великую Отечественную войну 1941—1945; 1966, № 22). Издал спецвыпуски: «Шахматная Москва» на матче Москва — Ленинград (1960; № 1—3); на чемпионате Дружественных армий (1964; № 1—4); на чемпионате ДСО профсоюзов (1964; № 1—6). Печатал также материалы по шашкам.